# イタリア余暇・文化協会
イタリア余暇・文化協会（Associazione Ricreativa Culturale Italiana、略称ARCI=アルチ）は、人民の家（Casa del popolo）とそれを基盤にして結成されたイタリアにおける全国的な文化運動団体である。労働組合、協同組合などを基盤にした数百箇所の人民の家のメンバーとサークルが、自分たちが展開する余暇活動、文化、スポーツの活動の自主性と自立性を守るために、1957年にフィレンツェで初めての全国集会を開き、そこで組織として結成された。旧共産党系との繋がりを色濃く残している。
今日では、一人一人の市民、サークル、サークル連合、人民の家、文化・スポーツの各種団体の加盟する巨大な組織に成長し、加盟のグループだけで13,000団体、会員が120万人を越える。他にこうした文化・スポーツの活動団体としては、教会教区系のイタリア勤労者キリスト教協会（ACLI=アクリ）もある。両者は当初の時期は、対立的であったが、今日では積極的に協力し、共同でイベントを企てるという協調関係を持っている。
スローフードの運動は、この中の食に関する活動団体から生まれてきた運動である。